# Лугосад
Лугосад  (ЛуГоСад) — літературна група, яку складали Іван Лучук, Назар Гончар, Роман Садловський. Створена 19 січня 1984 р. у Львові. «Методологічна основа» творчості «Лу-Го-Саду» — теорія поетичного ар'єргарду (ідею і аргументування лугосадівсько-ар'єргардної теорії висунув і обґрунтував літературознавець Тарас Лучук). Вірші «лугосадівців» перекладені німецькою, польською, білоруською, словацькою, болгарською, англійською, італійською, сербською, хорватською, фінською та іншими мовами. 2007 року перевидали антологію «Лугосад. Об'єктивність канону». Із відходом Назара Гончара 21 травня 2009 р. Лугосад перейшов в історію літератури.

## Історія
Літературна група ЛУГОСАД, до складу якої входили Іван Лучук, Назар Гончар і Роман Садловський, була створена у Львові 1984 року.
ЛУГОСАД займає виняткове місце в українському літературному процесі 80-90х років минулого століття. Позиціонуючи себе як явище марґінальне, лугосадівці насправді потрапили до фарватеру літературного процесу зміни епох, створивши прецедент поетичного угруповання із власною естетикою та літературномистецькою ідеологією, із власним канонічним корпусом поетичних текстів.
ЛУГОСАД в історико-літературному контексті зазвичай розглядають як цілісне явище — у триєдиній сукупності, а не кожного із трьох лугосадівців зокрема. Будь-який більш-менш поважний аналіз розвитку української літератури протягом двох останніх десятиліть XX століття і початку століття XXI не може обійтися без залучення до розгляду творчості ЛУГОСАДу або принаймні без згадок про нього. Прикладом визнання ЛУГОСАДу може слугувати залучення його поетичної творчості до програм вивчення сучасної української літератури у старших класах середньої школи та вищої школи гуманітарного профілю.
У літературному процесі 80-90х років минулого століття ЛУГОСАД зайняв своє гідне місце. Властиво, він не лише зайняв своє місце, але й був діяльним співтворцем того літературного процесу. У процесах поетичного розвитку, які відбувалися в Україні напередодні, під час та після «зміни формацій», тобто в період розпаду радянської імперії та відродження незалежності України, коли замість колоніальної залежності виникла постколоніальна незалежність, ЛУГОСАД був безперечно присутнім. ЛУГОСАД завжди дистанціювався від політики, тому не будемо тут заторкувати постколоніального чи будьякого іншого засоціологізованого дискурсу, а задовільнимося дискурсом суто літературознавчим, із ухилом до фактографічності, де історія літератури домінуватиме над її теорією.
Отже, стосовно місця ЛУГОСАДу в сучасному літературному процесі (який прицільно завузимо саме до вісімдесятих-дев'яностих років, бо література початку третього тисячоліття ще не визріла для спеціального розгляду, хоча її творять також і представники попередніх поколінь) слід виокремити два концептуальні підходи — антологійний і груповий.
Антологійний підхід полягає в тому, що до розгляду залучаються українські поетичні антології, в яких опубліковані твори авторів, які належать до поколінь згаданого двадцятиліття (із можливими відхиленнями хронологічного чи довільного характеру). Взагалі-то, для нормального плину літературного процесу антологій мало б виходити значно більше, проте мусимо задовільнитися тим, що маємо, адже, за великим рахунком, не маємо вагоміших підстав нарікати, бо ж наша сучасна поезія є настільки повнокровною, що здатна репрезентабельно свідчити про здоровий розвиток національної літератури. Погляньмо на поетичні антології, які вийшли друком не раніше 1990 року: вони або підсумовують попередні доробки, або відображають (бодай вибірково, звичайно) відносно актуальний стан справ. І тоді побачимо — як у цей контекст вписався ЛУГОСАД.

Як бачимо, творчість ЛУГОСАДу, канонічний корпус якого був створений у вісімдесяті роки, в антологійному плані потрапила до зрілих дев'ятдесятників та до «зміни епох» (друга половина 80х — початок 90х), але в цьому немає жодного парадоксу, якщо зважимо на час книжкового оприлюднення лугосадівського поетичного доробку.
Усі троє — Іван Лучук, Назар Гончар і Роман Садловський — синхронно навчалися на філологічному факультеті Львівського університету імені Івана Франка (1981–1986), щоправда — на трьох різних відділеннях: слов'янському, українському та російському відповідно. Тобто формальні передумови для тіснішого спілкування виникнули об'єктивно. Ще восени 1981 року Віктор Неборак заагітував І. Лучука відвідати університетську літературну студію «Франкова кузня» (яку той згодом кулуарно перейменував на «Франкову криницю»). Найяскравішим тандемом тодішньої літстудії були В. Неборак із Василем Терещуком, там відбувалися доволі цікаві читання та досить жваві дискусії, тому І. Лучук привів до літстудії й Н. Гончара та Р. Садловського. Проте з літературною студією альянс не склався, бо дуже швидко майбутнім лугосадівцям набридли закомсомолені засідання літстудії, яку надалі впродовж університетських студій вони іґнорували. Але потяг до більш-менш організованого літературного буття не зник, а навпаки поступово зростав. У зв'язку з цим можна висловити сміливе припущення, що імпульсом для створення ЛУГОСАДу послужило в ширшому сенсі бажання альтернативності, а у вужчому — опозиційності до університетської літературної студії «Франкова кузня».

## Творчість
ЛУГОСАД — літературна група, до складу якої входили Іван Лучук (нар. 24.02.1965), Назар Гончар (20.04.1964-21.05.2009) і Роман Садловський (30.10.1964-17.01.2021). Група заснована у Львові 19 січня1984 (датування за першою писемною згадкою назви в листі Н. Гончара до І. Лучука). Назва складається з початкових літер прізвищ учасників: ЛУчук, ГОнчар, САДловський. Існують різні варіанти написання назви: ЛУГОСАД, Лугосад, ЛуГоСад, Лу-Го-Сад. Усі учасники групи народилися у Львові, в один рік закінчили Львівський університет (1986). Поетичний доробок лугосадівців найпоказовіше представлений у канонічному корпусі їхніх поетичних текстів — книжковому виданні «ЛУГОСАД: поетичний ар'єрґард» (1996; перевидання 2007 п. н. «Лугосад. Об'єктивність канону»), що складається з трьох частин: «Ритм полюсів» Лучука, «Закон всесвітнього мерехтіння» Гончара, «Зимівля» Садовського. Поза цим канонічним корпусом існує ціла низка різноманітних поетичних публікацій — і окремих книжкових, і в періодиці, і в різних виданнях. Саме сукупність їхніх поетичних текстів і творить феномен поетичного ар'єрґарду. Методологічною основою творчості ЛУГОСАДу є концепція поетичного ар'єрґарду, автором якої є літературознавець Тарас Лучук. ЛУГОСАД займає виняткове місце в українському літературному процесі 80-90-х років XX століття. Позиціонуючи себе як явище марґінальне, лугосадівці насправді потрапили до фарватеру літературного процесу зміни епох, створивши прецедент поетичного угруповання із власною естетикою та літературно-мистецькою ідеологією, із власним канонічним корпусом поетичних текстів. ЛУГОСАД в історико-літературному контексті зазвичай розглядають як цілісне явище — у триєдиній сукупності, а не кожного із трьох лугосадівців зокрема. Будь-який більш-менш поважний аналіз розвитку української літератури протягом двох останніх десятиліть XX століття не може обійтися без залучення до розгляду творчості ЛУГОСАДу або принаймні без згадок про нього. Прикладом визнання ЛУГОСАДу може служити залучення його поетичної творчості до програм вивчення сучасної української літератури у старших класах середньої школи та вищої школи гуманітарного профілю. Учасники групи мають у доробку теж марґінальні види творчості: І. Лучук і Н. Гончар — паліндромію, а Р. Садловський — поезомалярство. Літературна група ЛУГОСАД є явищем феноменальним у дискурсі актуальної української літератури, зокрема завдяки культивуванню поетичного ар'єрґарду.
Тв.: Поезії гурту «ЛУГОСАД» // Сучасність, 1993, № 12; ЛуГоСад. [Твори] // Мала українська енциклопедія актуальної літератури / Хрестоматійний додаток. Івано-Франківськ, 1998; ЛуГоСад. [Твори] // Українське слово: Хрестоматія української літератури та літературної критики XX століття. К., 2001. Кн. 4; Лучук І. Сонетії. Л., 1996; Лучук І. Паліндромони. Л., 1997; Лучук І. Тридцять три сонетії. Л., 1998; Лучук І. Сто одне щось: вірші, сонетії, паліндромони. Л., 2002; Лучук І. Трохи білого світу: (поетичний калейдоскоп). К., 2005; Гончар Н. Казка-показка про Байду-Немову. Л., 1993; Гончар Н. ПРОменеВІСТЬ. К., 2004; Садловський Р. Сонні сонця. Л., 1996; Садловський Р. Два вікна. Л., 1999.
Літ.: Лучук Т. Літературний ар'єрґард: Поетична концепція ЛУГОСАДу // Сучасність, 1993, № 12; Неборак В. Займенники, або виданий ЛУГОСАД // Сучасність, 1997, № 12; ЛУГОСАД // Літературознавча енциклопедія / Автор-укладач Ю. Ковалів. К., 2007. Т. 1; ЛУГОСАД. Матеріали до біобібліографії / Упорядник Н. Кафка. Тернопіль, 2011.